# 掀裙

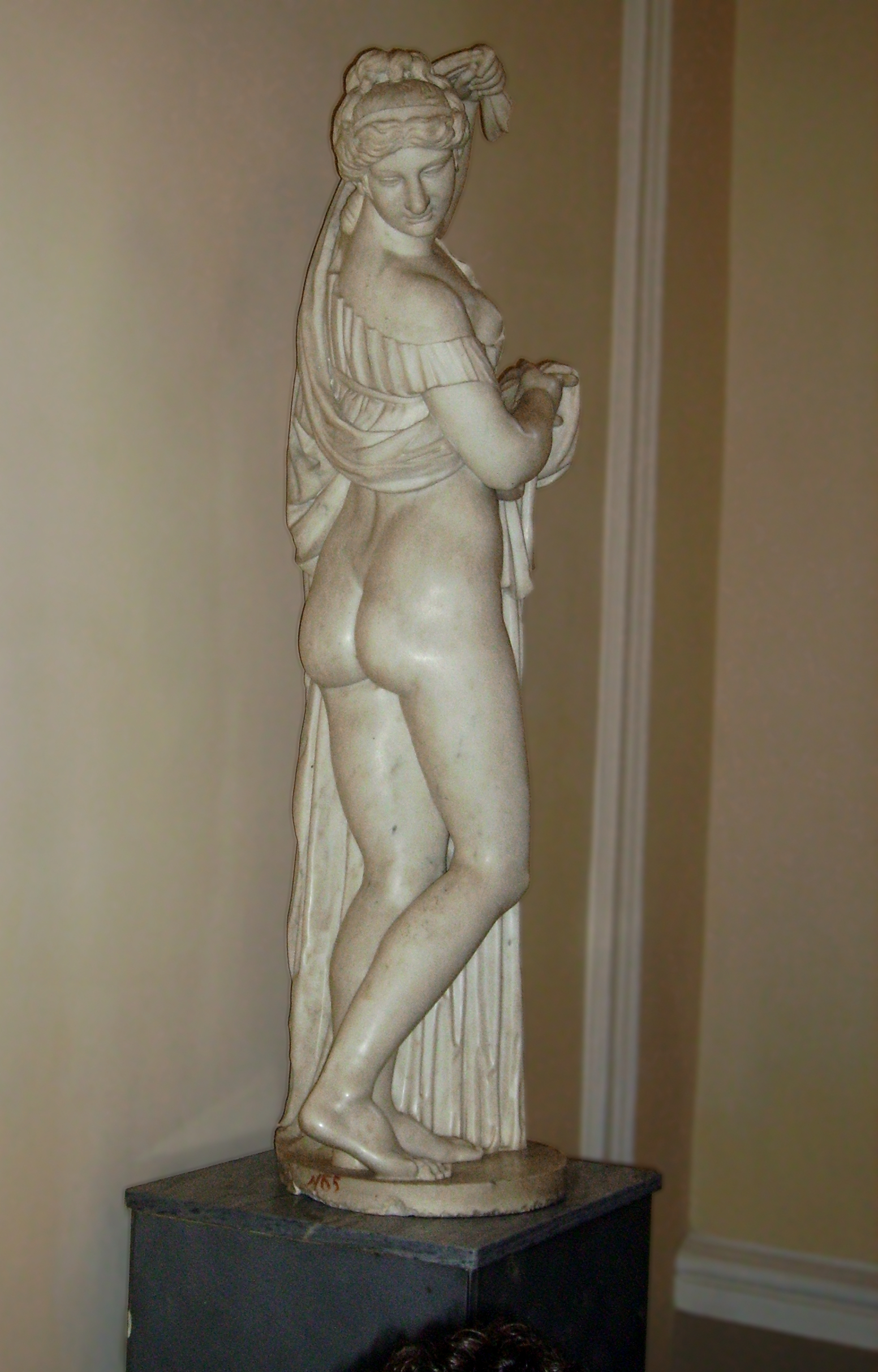
掀裙露出優美臀部線條的維納斯。

掀裙（英語：Anasyrma，其中「ἀνά」是「上」而「σύρμα」是「裙」，又稱）是一种掀起自己裙子或苏格兰裙的動作。这与宗教仪式、情色及下流玩笑有关。
在各种艺术作品里，也有掀裙相关的描述。掀裙与露体癖相似的动作“flashing”不同，露体癖是带有一定性暗示目的的，而掀裙则纯粹是为了观众观看而做的。例如：法國的康康舞最大特色便是舞者們頻繁掀裙踢腿。